# Пясек
Пясек (на пол.: Piasek – „Пясък“) е малък остров на р. Одра във Вроцлав, Полша. Той е част от няколко речни острова край Стария град във Вроцлав.

## Архитектурни обекти
Островът е кръстен на готическата църква „Света Мария на пясъка“ (Kościół Najświętszej Marii Panny na Piasku) от 14 век, която се намира на него. Тя е построена на мястото на романска базилика от 12 век.
На островът се намира и сградата на бивш августиниански манастир, днес служеща като университетска библиотека. Има и православна църква „Св. св. Кирил и Методий“.